# 内眼角贅皮
内眼角贅皮（ないがんかくぜいひ）または蒙古ひだ（蒙古襞、もうこひだ）とは、上眼瞼（上まぶた）が内眼角（目頭、めがしら）を覆う部分にある皮膚のひだ。この特徴を表現する言葉としては、他に瞼鼻ヒダ（瞼鼻襞、𥇥鼻ヒダ、けんびヒダ、plica palpebronasalis: 解剖学用語）がある。内眼角贅皮と密接に関連した主な顔の特徴に、鼻梁（鼻すじ）がある。他の条件が同じなら鼻梁が低いほど内眼角贅皮になりやすく、また逆に、内眼角贅皮があれば鼻梁が低いとも言える。内眼角贅皮が生じる原因は、地理上の血統、年齢、病的な理由などさまざまである
。

## 出現の要因

### 血統上の分布

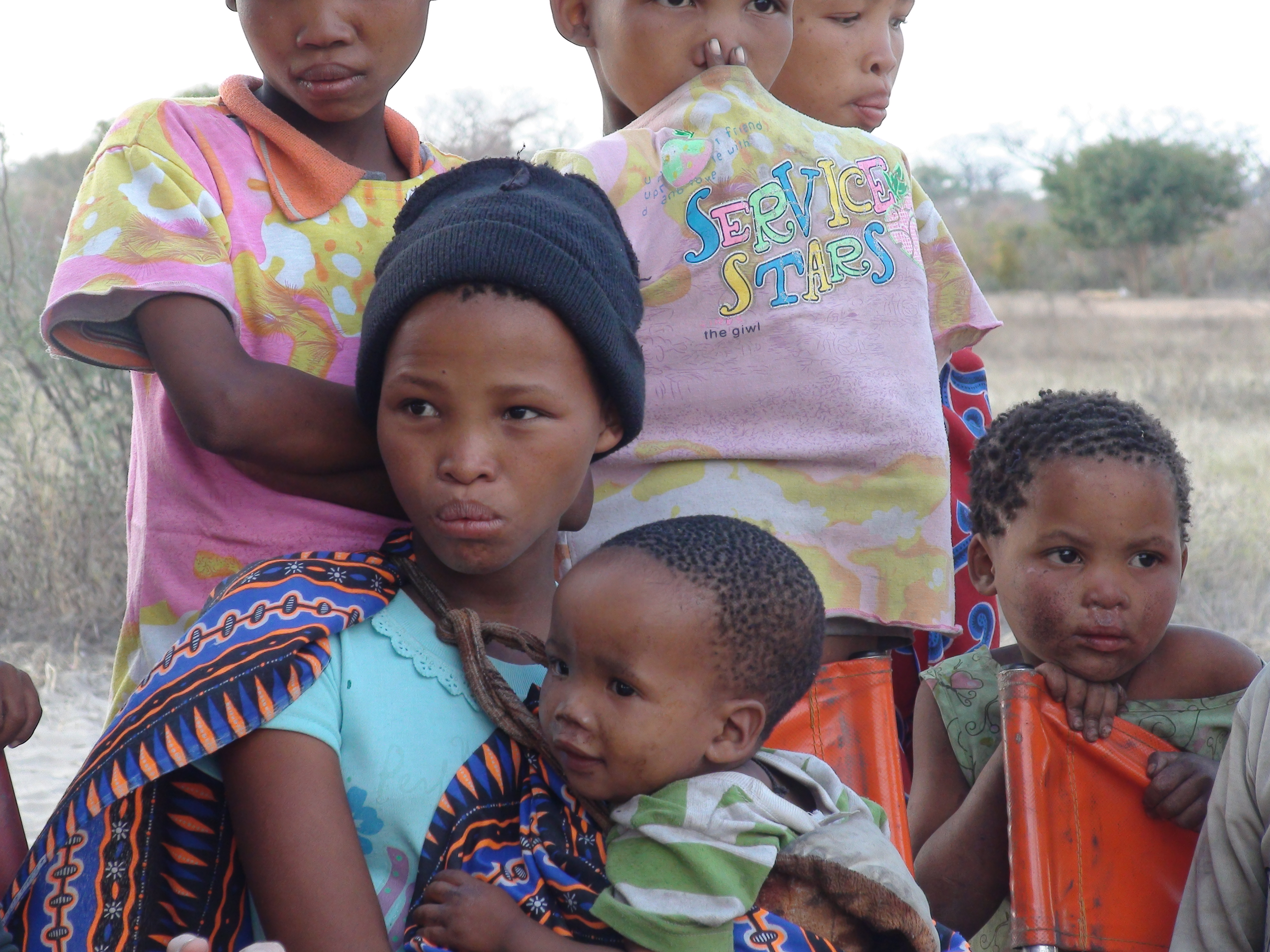
ナミビア、サン人の少女。南部アフリカに住むサン人の間では、内眼角贅皮はありふれたものである。

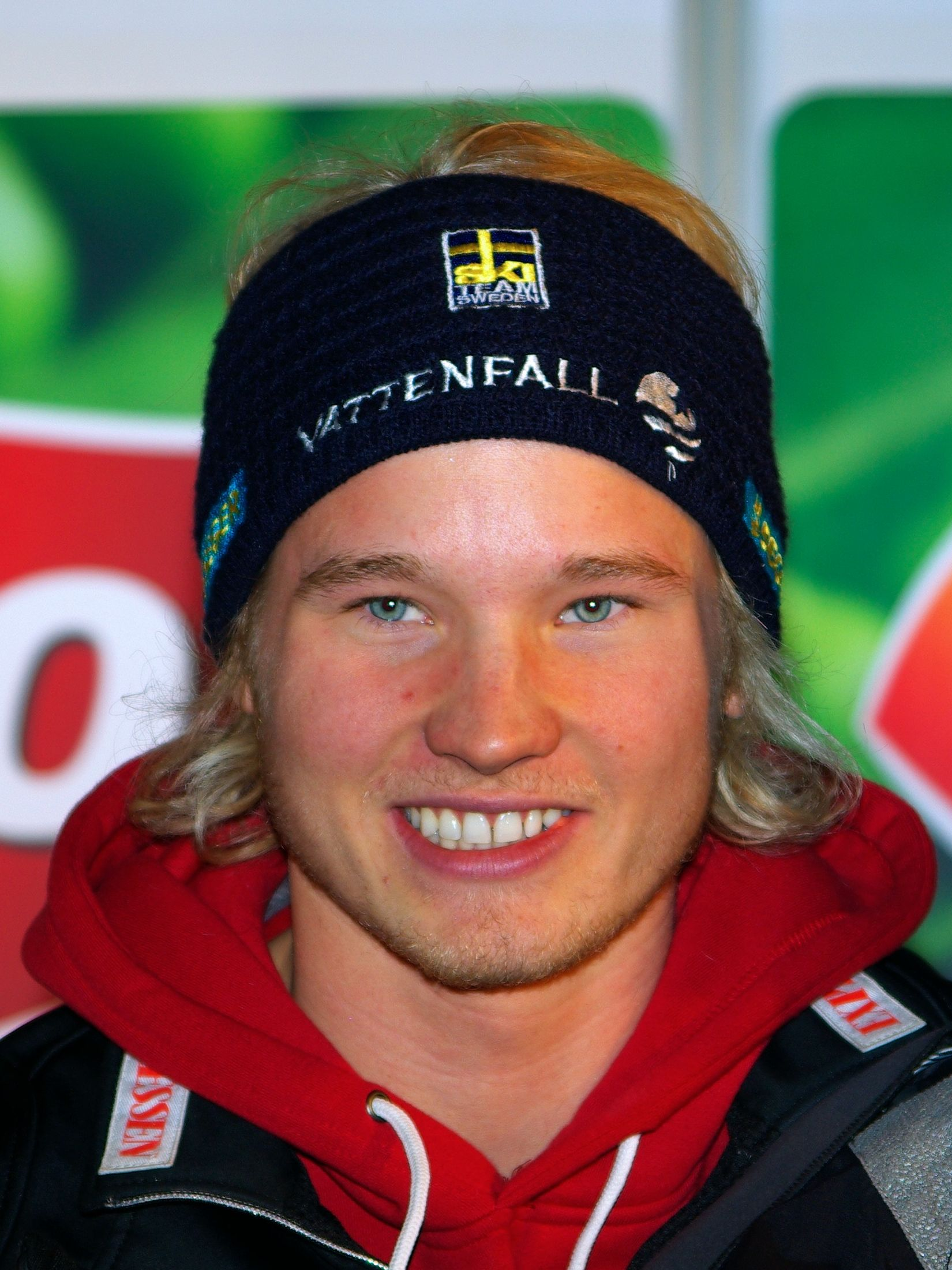
内眼角贅皮のあるサーミ人イェンス・ビックマーク (en)

東アジアの人々では内眼角贅皮のある顔が典型的であり、中央アジアの人々の間でもありふれたものである。南部アフリカに住むサン人の特徴ともなっている。アメリカ先住民の内のかなりの人でも見られる。さらにサーミ人やスカンジナビア人など北欧を中心としたヨーロッパの少数民族にも比較的よく出現することがある。女性や子供で顕著にみられ、加齢とともにはっきりしなくなる傾向がある。

### 年齢
ヒトはもともと胎内では内眼角贅皮が発達している。しかし胎児の内に妊娠3ないし6か月で、あるいは出生前には消えることが多い乳幼児でも鼻梁が隆起する以前には見られる場合がある

### 病態として
先天異常の表現型として、内眼角贅皮が見られる場合がある。鼻梁が成長して前方に伸びるのを阻害するような病態が、これに関連している。ダウン症候群 (21トリソミー) 患者の多くにみられる特徴の一つに、際立った内眼角贅皮がある。1862年にイギリスのジョン・ランドン・ダウン (en) は、現在では
ダウン症候群と呼ばれる疾患を分類した。彼は「ダウン症を持つ子供、はブルーメンバッハ (en) のいわゆるモンゴロイドと同じ (内眼角贅皮のように) 身体的顔貌的な共通性がある」という考えをもっていた。そこで当時流行のこうした (ブルーメンバッハ的な) 民族理論に基づいて「モンゴリズム」という呼称 (蒙古症) をもちいた。「蒙古症」という用語は1970年代初頭までは使われていたが、侮蔑的でしかも不正確なものとみなされるようになって、今では通常用いられていない。
Zellweger 症候群 (ペルオキシソームの機能異常をきたす遺伝子疾患のひとつ) でも内眼角贅皮は特徴的である。他に内眼角贅皮を呈するものとして、胎児性アルコール症候群、フェニルケトン尿症、ターナー症候群などがある。

## 進化における起源
内眼角贅皮の形成は、気候的要素が原因であり、その出現は人類史上で1回だけではなかった、という仮説がある。性による出現の差もこの特色の進化に影響を及ぼしたであろう。進化上の適応に対する遺伝学的な裏付けもよくわかっていない。